# آرتین پوتورلیان
آرتین پوتورلیان ( بلغاری: Артин Потурлян؛ زادهٔ ۴ مهٔ ۱۹۴۳) آهنگ‌ساز ارمنی‌تبار اهل بلغارستان است. وی از سال میلادی تا کنون فعالیت می‌کند.

## زندگی‌نامه
در ۴ مهٔ ۱۹۴۳ در هارمانلی به دنیا آمد و در سال ۱۹۶۷ از آکادمی دولتیموسیقی صوفیه با تخصص در علوم پرورشی موسیقایی فارغ‌التحصیل شد و در رشته آهنگ‌سازی زیر نظر پروفسور پنچو استویانوف و پروفسور پانجو ولادیگروف تحصیل نمود. بین سال‌های ۱۹۶۹ تا ۱۹۷۹ پوتورلیان در کنسرواتوار دولتی کومیتاس ایروان در ایروان، ارمنستان زیر نظر پروفسور قازاروس ساریان تحصیل نموده‌است.

## زندگی حرف
وی بین سال‌های ۱۹۶۷ تا ۱۹۶۹ به عنوان ویرایستار موسیقی در تلویزیون ملی بلغارستان و بین سال‌های ۱۹۷۴ تا ۱۹۷۷ به عنوان سخنران در مدرسه ملی موسیقی "Lyubomir Pipkov" در صوفیه فعالیت نمود. از سال ۱۹۹۰ وی چندصدایی را در آکادمی دولتی موسیقی پانچو ولادیگروف تدریس می‌نماید.
آثار وی در ارمنستان، روسیه، گرجستان، اتریش، فرانسه، آلمان، اسلواکی و ایتالیا اجرا شده‌است.

## جوایز
جایزه اتحادیه آهنگسازان بلغارستان در سال‌های ۱۹۸۳ و ۱۹۸۹ به وی اعطاء گردید. در سال ۱۹۸۵ وی برنده جایزه نخست در Winter Music Evenings Competition در پازارجیک شد.